# Zonstraat 23
Zonstraat 23 is het adres van een rijksmonumentale boerderij in de Nederlandse stad Utrecht.
De boerderij is gebouwd in de 18e eeuw aan de Minstroom. Hoewel verbouwd is het qua structuur in hoofdlijnen bewaard gebleven. Inwendig bevat het pand onder meer een kelder en een opkamer. Het heeft een zeer hoog wolfsdak met grenen spanten en dakpannen. De voor- en achtergevel zijn van baksteen met boerenvlechtingen.
Een 17e-eeuwse, eveneens rijksmonumentale, boerderij in de Zonstraat bevindt zich op nummer 44.